# Marit Nybakk
Marit Nybakk (Nord-Odal, 14 febbraio 1947) è una politica norvegese appartenente al Partito Laburista e vicepresidente del parlamento norvegese. Era presidente del Consiglio nordico nel 2013. Dal 2016 è presidente della Associazione norvegese per i diritti della donna.